# La Famille Van Paemel
Pour plus de détails, voir Fiche technique et Distribution.
La Famille Van Paemel (titre original en néerlandais : Het gezin Van Paemel) est un film belge réalisé par Paul Cammermans, sorti en 1987. Il reçoit le prix André-Cavens par l’Union de la critique de cinéma (UCC) en 1986.

## Fiche technique
- Titre original : Het gezin Van Paemel
- Titre français : La Famille Van Paemel
- Réalisation : Paul Cammermans
- Scénario : Paul Cammermans, Hugo Claus et Jan Blokker d'après la pièce de Cyriel Buysse
- Photographie : Lex Wertwijn
- Montage : Henri Erismann
- Musique : Daniel Schell
- Production : Jan van Raemdonck
- Pays d'origine : Belgique
- Format : Couleurs
- Genre : drame
- Durée : 90 minutes
- Date de sortie : 1987

## Distribution
- Senne Rouffaer : le paysan Van Paemel
- Chris Boni : la paysanne Van Paemel
- Marijke Pinoy : Romanie
- Frank Aendenboom : l'intendant
- Camilia Blereau : Danielle
- Raymond Bossaerts : Kappuyns
- Walter Claessens : Baron de Wilde
- Ronnie Commissaris : Kapitein
- Harry De Peuter : le deuxième gendarme
- Juliette Van de Sompel : la cuisinière âgée
- Frans Van De Velde : Pastoor Liekens
- Luc De Wit : Willems
- Jan Decleir : Masco
- Viviane de Muynck : Zenobie
- Thom Hoffman : Maurice de Wilde
- Jos Verbist : Désiré Van Paemel

## Commentaires
- Le thème du film, la misère paysanne, est à mettre en rapport avec celui des Raisins de la colère de John Ford (1940) et à celui de 1900 de Bernardo Bertolucci (1976).
- Le scénario est inspiré de la pièce de l'écrivain et dramaturge flamand Cyriel Buysse, qui, quoique radical, n'était certainement pas un socialiste. Comme beaucoup d'écrivains flamands de cette époque, Buysse décrit un tableau sombre de la situation sociale. Au début du XIXe siècle, la Belgique était l'un des pays les plus industrialisés au monde, principalement grâce aux industries minières et textiles. Par conséquent, le prolétariat a été durement touché par le début du capitalisme.